# I santi Fedele da Sigmaringen e Giuseppe da Leonessa calpestano l'Eresia
L'opera con I santi Fedele da Sigmaringen e Giuseppe da Leonessa che calpestano l'eresia di Giambattista Tiepolo è un dipinto ad olio su tela (247 x 171 cm) eseguito tra 1752 e il 1758 e conservato presso la Galleria nazionale di Parma.

## Descrizione
Il dipinto raffigura due santi cappuccini, canonizzati da Benedetto XIV nel 1746: a sinistra Fedele da Sigmaringen morto nei Grigioni nel 1622, nell'atto di schiacciare l'allegoria dell'Eresia. A destra è rappresentato Giuseppe da Leonessa, morto ad Amatrice nel 1612 e qui descritto con delle profonde rughe che gli solcano la fronte, le orbite degli occhi incavate, un naso marcato e una barba bianca fluente.
Contro il cielo luminosissimo sullo sfondo si scaglia una composizione monumentale ed equilibrata, giocata sulla contrapposizione fra le vigorose figure dei santi nei loro sai marrone scuro, visibilmente rattoppati, e la giovane seminuda in basso che si sta contorcendo per la sofferenza e dai cui capelli spuntano vari serpentelli che la connotano iconograficamente. Ciò che colpisce a prima vista è la teatralità melodrammatica, tipicamente rococò, che investe la mimica delle figure.

## Storia
L'opera venne eseguita probabilmente dopo il 1752, anno nel quale non viene ancora menzionata nei registri della chiesa dei Cappuccini di Parma, per la quale questo dipinto venne eseguito. Sappiamo inoltre che nel 1753 Tiepolo tornò in Italia dal soggiorno tedesco di Würzburg, e che nel 1758 allorquando il maestro veneto venne insignito dall'Accademia parmense del titolo di amatore, successivamente mutato in accademico d'onore. Come le tele di Pittoni e di Piazzetta, il dipinto proviene dalla chiesa dei Cappuccini a Parma, collocato nella quarta ed ultima cappella a destra e confluisce successivamente nel 1810 in Galleria.